# آقيورد
آقيورد (بالتركية: Akyurt)‏ هي بلدة ومُديريَّة تقع في ولاية أنقرة بتركيا. تصل مساحتها إلى 212.2 كم²، وترتفع عن سطح البحر حوالي 960 م.